# Cryphaea glomerata
Cryphaea glomerata là một loài Rêu trong họ Cryphaeaceae. Loài này được Schimp. ex Sull. miêu tả khoa học đầu tiên năm 1856.